# 倉口佳三
倉口 佳三（くらくち けいぞう、1945年12月16日 - ）は、日本の男性声優、舞台俳優。北海道出身。北海道小樽市在住。日本大学芸術学部卒。

## 経歴・人物
大学卒業後、新演劇人クラブ・マールイを経て、テアトル・エコーに入団。後に81プロデュースへ移籍。
声質の類似から関富也と混同されることが多い。

## 出演作品

### テレビアニメ
- 荒野の少年イサム
- てんとう虫の歌
- ど根性ガエル
- 激走!ルーベンカイザー (川崎一郎)

### 特撮
- 仮面ライダーシリーズ
  - 仮面ライダー（ムカデタイガーの声、エイドクガーの声、ショッカーライダー4号、5号の声[要出典]）
  - 仮面ライダーV3（火焔コンドルの声）
  - 仮面ライダー (スカイライダー)（ジャガーバン二世の声）
    - 仮面ライダー 8人ライダーVS銀河王
- 仮面ライダースーパー1（仮面ライダー2号の声、ライダーマンの声）[要出典]

### 舞台
- 11ぴきのねこ
- 恋愛二重奏

### テレビドラマ
- 達磨大助事件帳